# Nephrotoma lundbecki
Nephrotoma lundbecki är en tvåvingeart som först beskrevs av Nielsen 1907.  Nephrotoma lundbecki ingår i släktet Nephrotoma och familjen storharkrankar. Enligt den svenska rödlistan är arten otillräckligt studerad i Sverige. Arten förekommer i Övre Norrland. Artens livsmiljö är fjäll, våtmarker.

## Underarter
Arten delas in i följande underarter:
- N. l. lundbecki
- N. l. alexanderi